# Balanda
La Balanda (in russo Баланда́?) è un fiume della Russia europea meridionale, affluente di destra della Medvedica (bacino idrografico del Don). Scorre nei rajon Ekaterinovskij, Kalininskij e Lysogorskij dell'Oblast' di Saratov.
Il fiume ha origine nello spartiacque dei fiumi Chopër e Medvedica vicino al villaggio di Uporovka; scorre sul versante sud-occidentale delle alture del Volga in direzione dapprima meridionale, successivamente sud-orientale. Il principale centro urbano toccato nel suo corso è la città di Kalininsk. Sfocia nella Medvedica a 447 km dalla foce. Ha una lunghezza di 164 km; l'area del suo bacino è di 1 900 km².